# Криспин, Гилберт
Гилберт Криспин (ок. 1045 — ок. 1117) — англонормандский монах, четвёртый аббат Вестминстерского аббатство с 1085 года и первый, о жизни которого сохранились достоверные сведения. До назначения на эту должность епископом Ланфранком был монахом в аббатстве Ле-Бек в Нормандии. В конце жизни Гильберт написал историю родного аббатства, основанного Эрлуином в 1034 году.
Предположительно, Гильберт был потомком знатного нормандского семейства. Согласно реконструкции Армитеджа Робинсона, опиравшегося на письма архиепископа Ансельма Кентерберийского (ум. 1109), бывшего аббатом Бекского монастыря в 1078—1093 годах, отцом Гильберта был нормандский дворянин Гильом Криспин. Пожалованный герцогом Вильгельмом замком Нофль, он достиг значительного положения. Согласно изложенной Ансельмом легенде, Гильом поддерживал отношения с аббатом Эрлуином и принял от него предсмертный постриг. Согласно тому же источнику, матерью будущего аббата была Ева де Монфор (ум. 21 января 1199), сестра Амори I де Монфора. После смерти мужа она постриглась в монахини Бекского монастыря, где аббатом с 1045 года был Ланфранк. В те годы Бек был местом, куда привлечённые репутацией и педагогическими талантами настоятеля стекались «клирики, сыновья герцогов и знатоки латыни».
Дата смерти Гилберта Криспина не известна. По предположению Робинсона это 1117 год, хотя церковный историк XV века Джон Флит называет 1115 год. Исходя из того, что в качестве аббата Гилберт прослужил 32 года, это даёт 1085 год в качестве времени его назначения в Вестминстерском аббатстве Ланфранком, ставшим к тому времени архиепископом Кентерберийским. Предшественником Гилберта в Вестминстере был Виталис Бернейский, умерший летом 1085 года. К моменту назначения аббатом Гилберту было примерно 40 лет, из которых около 25 лет он провёл в аббатстве Ле-Бек. Впервые Гилберт упоминается в письме Ансельма, посетившего Вестминстерское аббатство в начале 1093 года. В 1100 году Гилберт присутствовал при королевском дворе в Уинчестере, а затем в том же году принимал участие в коронации Генриха I в Лондоне.
Гилберт Криспин является автором многочисленных произведений:
- Disputatio Iudaei et Christiani, записанный в конце IX века подлинный диспут Криспина с иудеем Яковом бен-Реубеном.
- Disputatio Christiani cum Gentili.
- De Monachatu.
- Probatio de illa Peccatrice que unxit Pedes Domini.
- De Angelo Perdito.
- De Spiritu Sancto.
- De Simoniacis.
- De Anima.
- Vita Herluini.
- проповеди
- стихи

Наиболее известным сочинением Криспина является его Disputatio Iudaei et Christiani, предположительно составленное в 1092 или 1093 году. В отличие от многих других произведений аббата, сохранившихся в единственной рукописи, это произведение только в XII веке переписывали более 30 раз.

## Издания трудов
- The works of Gilbert Crispin, Abbot of Westminster / A. S. Abulafia, G. R. Evans. — Oxford University Press, 1986. — Vol. VIII. — 245 p. — (Auctores Britannici Medii Aevi).